# پاسگاه (فیلم ۲۰۰۸)
پاسگاه (به انگلیسی: Outpost) یک فیلم سینمایی ترسناک و جنگی انگلیسی محصول سال ۲۰۰۸ به کارگردانی استیو بارکر و نویسندگی رائه برونتون است.

## داستان
در اروپای جنگ زده، یک گروه متشکل از مزدوران حرفه ای راز نهفته در یکی از انبارهای متروک جنگ جهانی دوم را کشف می‌کنند و…

## بازیگران
- جولین وادهام در نقش هانت ، نماینده "کمپانی"
- ری استیونسون در نقش دی سی، افسر اعطای حکم دریایی سلطنتی انگلیس
- ریچارد بریک در نقش سپاه تفنگداران دریایی ایالات متحده آمریکا
- پل بلر در نقش اردن، لژیون خارجی فرانسه
- برت فنسی در نقش تاکتاروف ("تک")، گروه آلفای روسیه
- جولیان ریوت در نقش وویتچه، ارتش یوگسلاوی
- مایکل اسمایلی در نقش مک کی ("مک")، هنگ چترهای ارتش انگلیس
- جانی مرس در نقش بریگادفورر

## تولید
اگرچه داستان این فیلم در اروپای شرقی تنظیم شده‌است، اما فیلمبرداری در کارخانه ویران شده جنگ جهانی دوم در نزدیکی دالبیتی کسل داگلاس در منطقه گوان انجام شده‌است. فیلمبرداری در ژانویه ۲۰۰۷ آغاز شد. 

## دنباله‌ها
دو قسمت دیگر از این فیلم در سال‌های ۲۰۱۲ و ۲۰۱۳ به نام‌های پاسگاه: خورشید سیاه (۲۰۱۲) و پاسگاه: ظهور نیروهای ویژه (۲۰۱۳) منتشر شد